# Olof Bergström (skådespelare, född 1957)
Olof Bergström, född 19 juni 1957 i Kung Karls församling, Västmanlands län, är en svensk skådespelare. Bergström ingår i den fasta emsemblen vid Regionteatern Blekinge Kronoberg sedan 1990.